# جون کی-یونگ

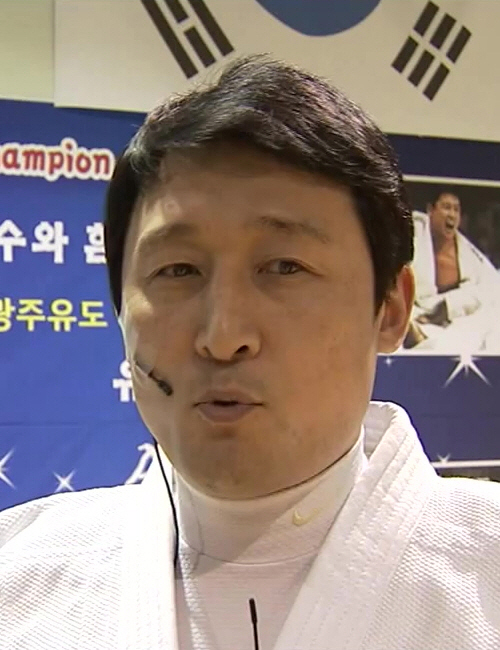
تصویر جون کی-یونگ

جون کی-یونگ (انگلیسی: Jeon Ki-young؛ زادهٔ ۱۱ ژوئیهٔ ۱۹۷۳) جودوکار اهل کره جنوبی است.